# Snowboarding na Zimních olympijských hrách 1998 – obří slalom muži
Obří slalom v Snowboardingu na Zimních olympijských hrách 1998 byla soutěž, která se konala v Mount Yakebitai dne 8. února 1998.
Bylo to poprvé, kdy byl snowboarding přidán jako sport na zimní olympijské hry. Obří slalom byl následně v roce 2002 v Salt Lake City nahrazen paralelním obřím slalomem .

## Výsledky
Závodníci jeli dvě jízdy na trati obřího slalomu a ze součtu obou jízd se určilo konečné pořadí.
| P                           | SČ | Jméno                   | Stát                   | 1. jízda | 2. jízda | Celkem  | Ztáta  |
| --------------------------- | -- | ----------------------- | ---------------------- | -------- | -------- | ------- | ------ |
| Zlatá olympijská medaile    | 3  | Ross Rebagliati         | Kanada                 | 0:59,87  | 1:04,09  | 2:03,96 | -      |
| Stříbrná olympijská medaile | 2  | Thomas Prugger          | Itálie                 | 0:59,38  | 1:04,60  | 2:03,98 | +0,02  |
| Bronzová olympijská medaile | 6  | Ueli Kestenholz         | Švýcarsko              | 1:00,20  | 1:03,88  | 2:04,08 | +0,12  |
| 4.                          | 12 | Dieter Krassnig         | Rakousko               | 1:00,11  | 1:04,22  | 2:04,33 | +0,37  |
| 5.                          | 11 | Mathieu Bozzetto        | Francie                | 0:59,83  | 1:04,74  | 2:04,57 | +0,61  |
| 6.                          | 5  | Chris Klug              | Spojené státy americké | 0:59,38  | 1:05,87  | 2:05,25 | +1,29  |
| 7.                          | 7  | Martin Freinademetz     | Rakousko               | 0:59,58  | 1:05,76  | 2:05,34 | +1,38  |
| 8.                          | 19 | Maxence Idesheim        | Francie                | 1:00,75  | 1:04,77  | 2:05,52 | +1,56  |
| 9.                          | 13 | Dieter Happ             | Rakousko               | 1:02,65  | 1:04,40  | 2:07,05 | +3,09  |
| 10.                         | 10 | Thedo Remmelink         | Nizozemsko             | 1:02,01  | 1:05,24  | 2:07,25 | +3,29  |
| 11.                         | 21 | Willi Trakofler         | Itálie                 | 1:01,42  | 1:05,88  | 2:07,30 | +3,34  |
| 12.                         | 1  | Christophe Ségura       | Francie                | 0:59,59  | 1:09,27  | 2:08,86 | +4,90  |
| 13.                         | 24 | Elmar Messner           | Itálie                 | 1:01,42  | 1:07,99  | 2:09,41 | +5,45  |
| 14.                         | 27 | Dieter Moherndl         | Německo                | 1:03,03  | 1:07,00  | 2:10,03 | +6,07  |
| 15.                         | 23 | Mike Kildevæld          | Dánsko                 | 1:02,75  | 1:07,67  | 2:10,42 | +6,46  |
| 16.                         | 9  | Jasey-Jay Anderson      | Kanada                 | 0:59,31  | 1:12,02  | 2:11,33 | +7,37  |
| 17.                         | 15 | Mike Jacoby             | Spojené státy americké | 1:03,53  | 1:08,27  | 2:11,80 | +7,84  |
| 18.                         | 20 | Stephen Copp            | Švédsko                | 1:04,14  | 1:07,75  | 2:11,89 | +7,93  |
| 19.                         | 28 | Łukasz Starowicz        | Polsko                 | 1:03,50  | 1:08,81  | 2:12,31 | +8,35  |
| 20.                         | 29 | Karl Frenademez         | Itálie                 | 1:03,33  | 1:12,62  | 2:15,95 | +11,99 |
| 21.                         | 33 | Mariano López           | Argentina              | 1:12,20  | 1:19,11  | 2:31,31 | +27,35 |
| -                           | 4  | Nicolas Conte           | Francie                | 0:59,69  | DNF      | -       | -      |
| -                           | 25 | Richard Richardsson     | Švédsko                | 1:02,93  | DNF      | -       | -      |
| -                           | 32 | Markos Khatzikyriakakis | Řecko                  | 1:06,40  | DNF      | -       | -      |
| -                           | 16 | Sigi Grabner            | Rakousko               | 1:00,61  | DSQ      | -       | -      |
| -                           | 22 | Bernd Kroschewski       | Německo                | 1:03,53  | DSQ      | -       | -      |
| -                           | 18 | Darren Chalmers         | Kanada                 | 1:04,09  | DSQ      | -       | -      |
| -                           | 30 | Zeke Steggall           | Austrálie              | 1:08,10  | DSQ      | -       | -      |
| -                           | 14 | Mark Fawcett            | Kanada                 | DNF      | -        | -       | -      |
| -                           | 34 | Stergios Pappos         | Řecko                  | DNF      | -        | -       | -      |
| -                           | 8  | Fadri Mosca             | Švýcarsko              | DSQ      | -        | -       | -      |
| -                           | 17 | Gilles Jaquet           | Švýcarsko              | DSQ      | -        | -       | -      |
| -                           | 26 | André Grütter           | Švýcarsko              | DSQ      | -        | -       | -      |
| -                           | 31 | Adam Hostetter          | Spojené státy americké | DSQ      | -        | -       | -      |

- DNF - závodník nedojel do cíle
- DSQ - závodník byl diskvalifikován